# Yonex

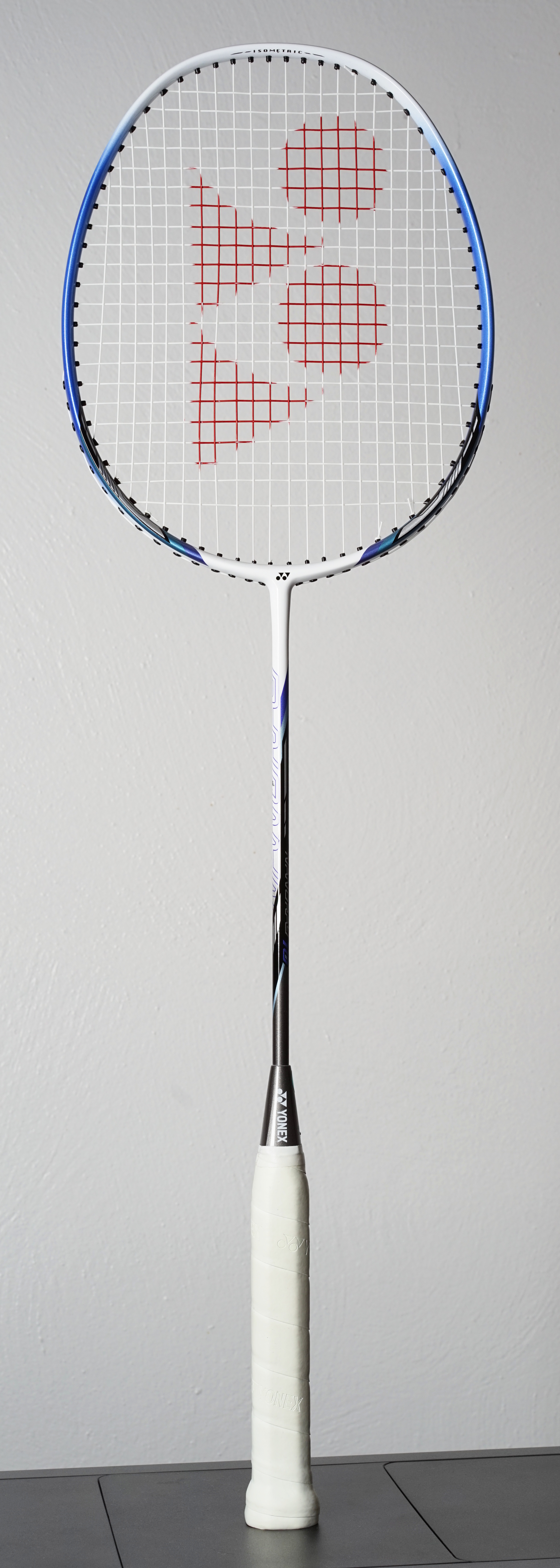
Ein Yonex-Badmintonschläger des Modells Nanoray

Yonex K.K. (jap. ヨネックス株式会社, Yonekkusu Kabushiki-gaisha, engl. Yonex Co., Ltd.) ist ein börsennotierter japanischer Sportartikelhersteller, der hauptsächlich Ausrüstungen für Badminton, Golf, Tennis und Radsport fertigt. Er stellt Rennrad-Rahmen, Rackets, Golfschläger, Sportbekleidung, Sportschuhe, Federbälle und weitere Ausrüstung für diese Sportarten her. Das Aktienkürzel ist TYO 7906.

## Geschichte

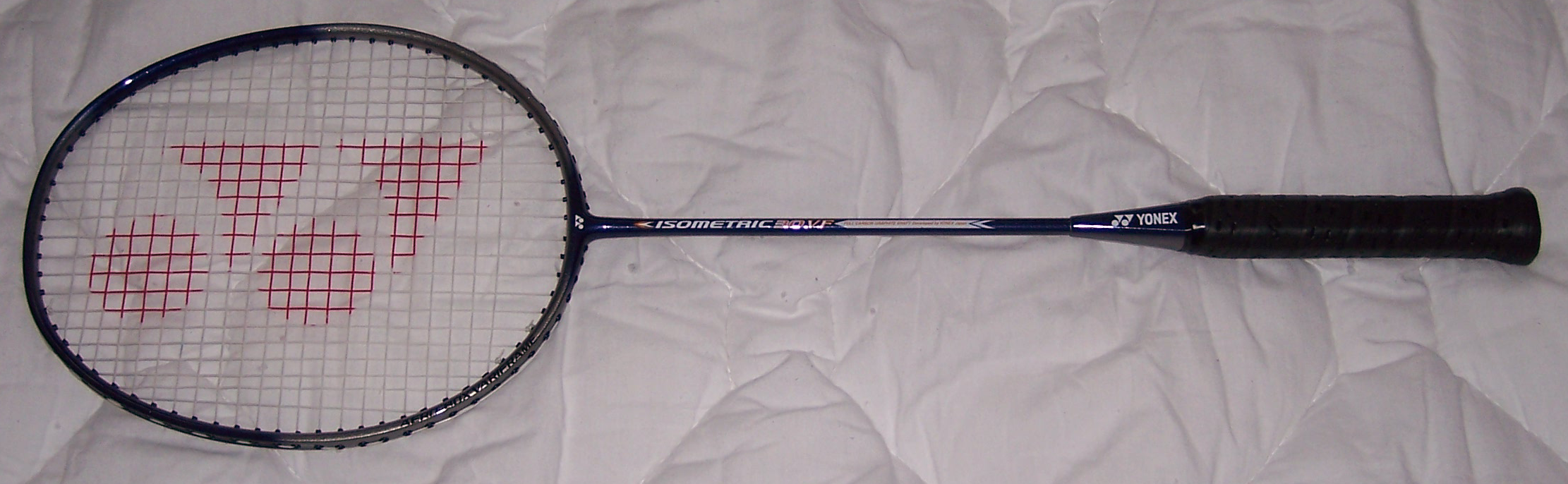
Badmintonschläger Isometric 30 VF

Das Unternehmen wurde im April 1946 von Minoru Yoneyama gegründet und stellte unter anderem hölzerne Schwimmer für die Ringwadenfischerei her. Mit der Einführung von Schwimmern aus Kunststoff wurde Yonex aus diesem Markt verdrängt. 1957 begann Yoneyama mit der Herstellung von Badmintonschlägern für andere Marken. 1958 wurde das Unternehmen in Yoneyama Manufacturing Ltd. umfirmiert. 1962 wurde der erste Badminton-Schläger der Marke Yoneyama vorgestellt und ein Jahr später wurde Yoneyama Sports Ltd. gegründet, um die Produkte weltweit verkaufen zu können. 1966 erfolgte die neuerliche Umfirmierung in Yoneyama Racquets Ltd.
Nachdem die Firma angefangen hatte, Badmintonschläger aus Aluminium herzustellen, entschied sie sich 1969, auch Tennisschläger zu verkaufen. 1974 erfolgte die Umfirmierung zu Yonex Sports Ltd.
1981 wurde Yonex Sports in Westdeutschland gegründet. Als Yonex mit graphitenen Schlägerhälsen für Badminton- und Tennisschläger experimentierte, stellte sich heraus, dass diese auch für Golfschläger nützlich sein könnten. Daher stieg Yonex 1982 ins Golfgeschäft ein. Im selben Jahr erfolgte die Umfirmierung nach Yonex Co., Ltd. 1987 wurden die Yonex UK Ltd. und Yonex Taiwan Co., Ltd. gegründet sowie im Jahr 1991 die Yonex Canada Ltd.
1992 stellte Yonex den Schläger Isometric 500 vor, der keinen tropfenförmigen Schlägerkopf hatte wie die bisherigen Schläger. Der eher rechteckige Kopf gab dem Schläger eine weitaus größere Schlagfläche und führte dazu, dass auch andere Hersteller dem Beispiel folgten und Schläger mit „square-head“- oder „Isometric“-Design einführten. 1994 ging Yonex an die Tokioter Börse.